# Happy Birthday (NEWSの曲)
「Happy Birthday」（ハッピーバースデー）は、日本の男性アイドルグループ、NEWSの10枚目のシングル。

## 概要
- 前作から5ヶ月ぶりとなるシングル。また、年内にシングルを3作発売することは、自身初である。（太陽のナミダ・SUMMER TIME・Happy Birthday）
- ジャケットは、初回限定盤と通常盤で異なる。
- 前作に続き、CMソング（コーセー 『HAPPY BATH DAY』）となっており、SEAMOが楽曲提供した。（後に、SEAMOはコレクションアルバム「LOVE SONG COLLECTION」でこの曲をカバーをしている。）
- NEWSとしてはGReeeeNから提供された「weeeek」に続き、2作目の楽曲提供された曲である。
- PVの中で手越が、DAIGO（BREAKERZ）の「ウィッシュ」をやっている場面がある。
- この曲のPVの最後にも、山下が「[山][P]」と書かれた紙コップを使っている。近作は5回目の登場であり「星をめざして」、「weeeek」、「太陽のナミダ」、「SUMMER TIME」、「Happy Birthday」となっている。

## チャート成績
発売初週に20.1万枚を売り上げ、2008年10/13付週間シングルランキングで首位を獲得した。デビューからシングル週間チャート10作連続1位となった。これで、21世紀に入って最多であったORANGE RANGEの記録（9作連続）を破ったことになる。

## 収録曲

### 初回生産限定盤
1. Happy Birthday
作詞: SEAMO、作曲: SEAMO,Shintaro“Growth”Izutsu、編曲: Shintaro“Growth”Izutsu、Brass&Strings編曲：Naoki Otsubo
  - コーセー 『HAPPY BATH DAY』CMソング
2. ガンガンガンバッテ
作詞: zopp、作曲: Tomoya Kinoshita、編曲: 鈴木雅也
3. GAME of LOVE
作詞: 下地悠、作曲: Shusui,Henrik Andersson-Tervald、編曲: Shusui,Henrik Andersson-Tervald
4. Happy Birthday（オリジナル・カラオケ）

### 通常盤
1. Happy Birthday
2. ガンガンガンバッテ
3. Push On!
作詞: Aya Harukazu、作曲: Kana、編曲: Wataru Maeguchi、Rap詞: JACRREN

## 映像作品
Happy Birthday
- NEWS LIVE DIAMOND
- 恋のABO（初回生産限定盤）
- NEWS DOME PARTY 2010 LIVE! LIVE! LIVE! DVD!
- NEWS LIVE TOUR 2012 〜美しい恋にするよ〜
  - 4人体制 初披露
- NEWS 10th Anniversary in Tokyo Dome
- NEWS LIVE TOUR 2016 QUARTETTO
- NEWS 15th Anniversary LIVE 2018 "Strawberry"

ガンガンガンバッテ
- NEWS LIVE DIAMOND
- 恋のABO（初回生産限定盤）